# Seligman (Missouri)
Seligman és una població dels Estats Units a l'estat de Missouri. Segons el cens del 2000 tenia 877 habitants.

## Demografia
Segons el cens del 2000, Seligman tenia 877 habitants, 317 habitatges, i 222 famílies. La densitat de població era de 279,8 habitants per km².
Dels 317 habitatges en un 34,7% hi vivien nens de menys de 18 anys, en un 50,2% hi vivien parelles casades, en un 12,9% dones solteres, i en un 29,7% no eren unitats familiars. En el 22,4% dels habitatges hi vivien persones soles el 8,5% de les quals corresponia a persones de 65 anys o més que vivien soles. El nombre mitjà de persones vivint en cada habitatge era de 2,77 i el nombre mitjà de persones que vivien en cada família era de 3,23.
Per edats la població es repartia de la següent manera: un 31,4% tenia menys de 18 anys, un 9,1% entre 18 i 24, un 31,5% entre 25 i 44, un 19,7% de 45 a 60 i un 8,3% 65 anys o més.
L'edat mediana era de 31 anys. Per cada 100 dones de 18 o més anys hi havia 100,7 homes.
La renda mediana per habitatge era de 25.313 $ i la renda mediana per família de 30.417 $. Els homes tenien una renda mediana de 23.563 $ mentre que les dones 18.611 $. La renda per capita de la població era de 10.918 $. Entorn del 18,9% de les famílies i el 26,8% de la població estaven per davall del llindar de pobresa.

## Poblacions més properes
El següent diagrama mostra les poblacions més properes.